# ميغيل براسكو
ميغيل براسكو (بالإسبانية: Miguel Brascó)‏ ولد عام 1926 في ساستري، سانتا في، الأرجنتين. هو كاتب أرجنتيني وشاعر ومترجم وساخر ورسام كاريكاتير والمحرر والناقد. عمل أيضًا كمحام وصحفي منذ فترة طويلة.